# エイミー・プライス＝フランシス
エイミー・プライス＝フランシス（Amy Price-Francis、1975年9月16日 - ）は、カナダの女優。イギリス出身。

## 出演作品
- ザ・メッセージ I Still See You (2018)
- フィフティ・シェイズ・フリード Fifty Shades Freed (2018)
- フィフティ・シェイズ・ダーカー Fifty Shades Darker (2017)
- パージ:アナーキー The Purge: Anarchy (2014)
- ブレンダン・フレイザー　追撃者
- グレイズ・アナトミー8
- クリミナル・マインド6 ＦＢＩ行動分析課
- NIP/TUCK　ハリウッド整形外科医 シーズン6
- THE MENTALIST　メンタリストの捜査ファイル シーズン2
- 24 -TWENTY FOUR- シーズン VII（カーラ）
- ＳＨＡＲＫ　～カリスマ敏腕検察官 シーズン2
- カリフォルニケーション シーズン1
- アルマゲドン2007
- ヘザー・グラハム in おいしいオトコの作り方
- F.B.EYE!!　相棒犬リーと女性捜査官スーの感動！事件簿　（シーズン2
- ペンタゴン文書／合衆国の陰謀